# دانشگاه ماساچوست گلوبال

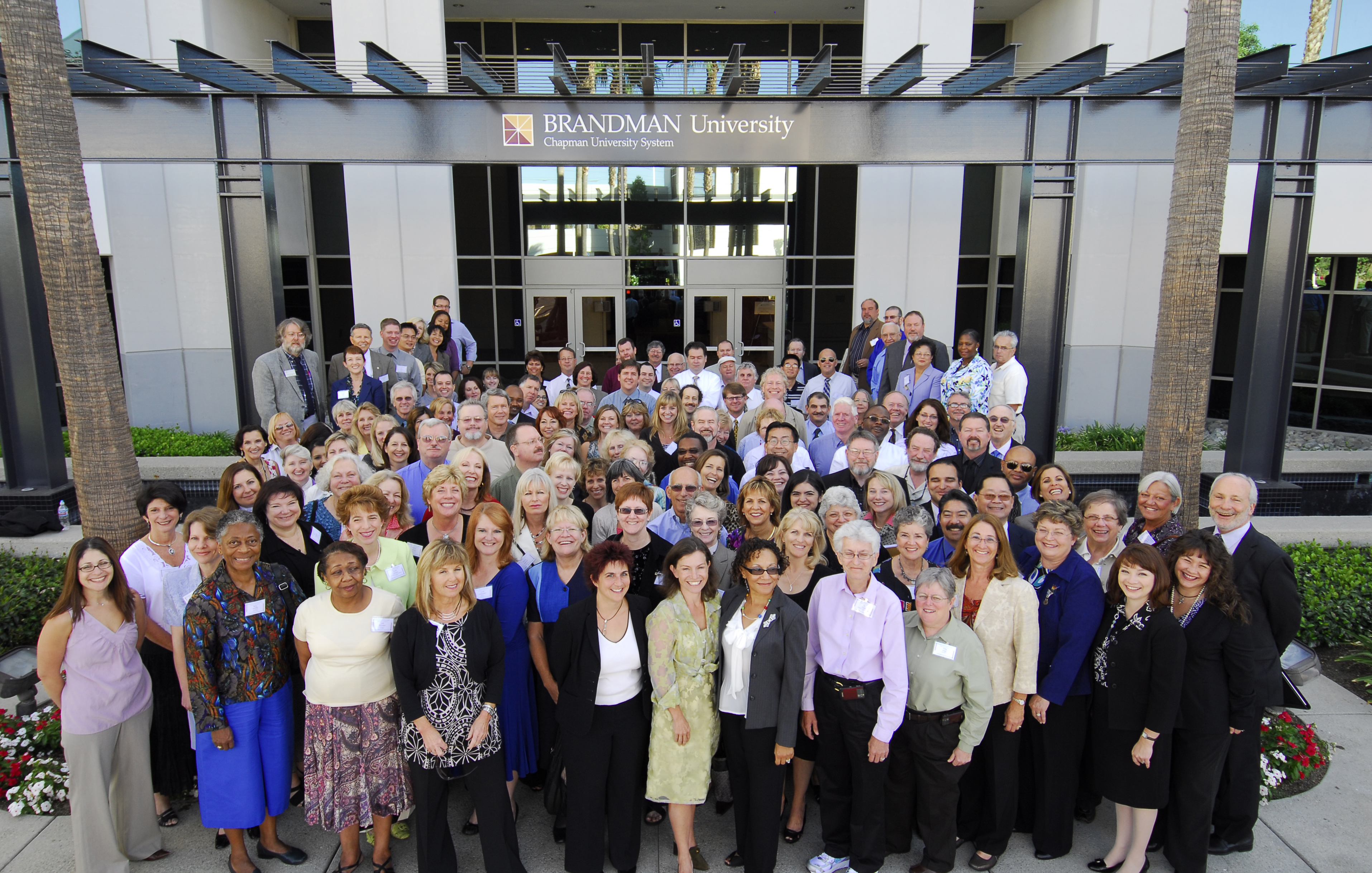

دانشگاه ماساچوست گلوبال که قبلاً به عنوان دانشگاه برندمن شناخته می‌شد، یک دانشگاه غیرانتفاعی خصوصی با ۲۵ پردیس در سراسر کالیفرنیا و واشینگتن و یک پردیس مجازی است. این دانشگاه بیش از ۹۰ مدرک برای بزرگسالان شاغل ارائه می‌دهد. برندمن یک دانشگاه جداگانه و دارای اعتبار منطقه ای در سیستم دانشگاه چپمن بود. در سپتامبر ۲۰۲۱ برندمن از سیستم دانشگاه چپمن جدا شد و وابستگی جدیدی با دانشگاه ماساچوست گلوبال ایجاد کرد. دانشگاه ماساچوست گلوبال اعتبار منطقه ای خود را از کمیسیون ارشد کالج و دانشگاه WASC حفظ کرد. این مراکز به کالج یادگیری مادام العمر تبدیل شدند که در سال ۲۰۰۱ به کالج دانشگاه چپمن تبدیل شد. کالج دانشگاه چپمن در سال ۲۰۰۸ تأسیس شد. در سال ۲۰۰۹، این دانشگاه پس از کمک مالی قابل توجهی از سوی بنیاد جویس و ساول برندمن، به دانشگاه برندمن تغییر نام داد.